# Дондруб Гьял
Дондруб Гьял (тиб. དོན་གྲུབ་རྒྱལ, Вайли don grub rgyal, 1954—1985) — тибетский писатель и поэт. Он первым в истории современной тибетской литературы обратился к форме свободного стиха, внёс в литературу новые яркие и сильные образы. Выдающийся представитель тибетской литературы 80-х гг. XX века.

## Биография
Дондруб Гьял родился в 1953 году в деревне Гуронг Пхова (тиб. དགུ་རོང་ཕོ་བ, Вайли dgu rong pho ba) уезда Джэнца (тиб. གཅན་ཚ, Вайли gcan tsha) в Амдо.
В 1964 году он поступил, а в 1969 году окончил с отличием Хуананьское Педагогическое Училище, и был отправлен по распределению на работу на Цинхайскую Народную Телерадиостанцию.
В 1971 году Дондруб Гьял поступил, а в 1974 году закончил Центральный университет национальностей по специальности «тибетская филология».
В 1975 году после окончания университета он вернулся в Цинхай и продолжил работу на телерадиостанции.
В 1978—1981 годах он был принят в магистратуру в Центральный университет национальностей по специальности «древнетибетский язык».
Под руководством профессоров Дунгкара Лобсанга Тринле, Чэнь Цинъина, Калсанга Ещё он достиг необыкновенных успехов в учёбе.
Окончив университет, он занялся преподавательской деятельностью, а в 1983 году покинул Пекин и переехал в уезд Гунхэ автономного округа Хуанань, где стал преподавать в Народном Педагогическом Училище.
29 ноября 1985 года скончался в возрасте 32 лет от отравления бытовым газом.

## Творчество
Основным направлением его исследований была тибетская литература, он написал диссертацию «Истоки тибетских буддийских песней», которая была опубликована в 1984 году. Его деятельность в области литературы состояла, во-первых, из переводов шедевров китайской литературы на тибетский язык, во-вторых, из написания комментариев и рецензий к тибетским произведениям, и в-третьих, из написания оригинальных произведений на тибетском языке. Написанные им стихи и проза составили сборник «Лучи утреннего солнца» (кит. упр. 晨曦集, пиньинь Chénxī jì, палл. Чэньси цзи), который был опубликован в 1981 году. Профессор-тибетолог Дунгкар Лобсанг Тринле в предисловии к книге отметил: «Эти тридцать стихотворений Дондруб Гьяла не списаны ни у кого другого, а есть квинтэссенция его творчества, являющаяся плодом упорного труда, его слог изящен и лёгок, а стиль уникален. За всего лишь два года учёбы добиться таких результатов весьма и весьма нелегко. Некоторые его произведения отразили надежды большей части революционной молодёжи. Возможность сделать их открытыми широкой публике вселяет в наши, старого поколения, сердца великую радость. Я верю, что это принесёт огромное воодушевление всей тибетской молодёжи».
Кроме этого сборника «Лучи утреннего солнца» несколько его произведений также были опубликованы в журналах «Лёгкий дождь» (тиб. སྦྲང་ཆར, Вайли sbrang char) и «Литература и искусство Тибета» (кит. упр. 西藏文艺, пиньинь Xīzàng Wényì, палл. Сицзан Вэньи). Среди них — поэмы «Причудливый сон» и «Степная песнь о любви», романы «Отмель Тигра и быка», «Брызги любви», «История лжетулку» (кит. упр. 《假活佛的故事》, пиньинь Jiǎ huófó de gùshi, палл. Цзя хофо ды гуши), «Цветок, погубленный морозами» и другие. Кроме этого им были опубликованы переводы «Повести о Тубо» (кит. упр. 吐蕃传, пиньинь Tǔbō zhuàn, палл. Тубо чжуань), романов «Волшебная флейта Снежных гор» (кит. упр. 雪山魔笛, пиньинь Xuěshān módí, палл. Сюэшань моди) и «Степь в цветах».